# Карамфил Божиков
Карамфил Веселинов Божиков е български фолклорен изпълнител от Македонската фолклорна област, доайен на македонската песен в България.

## Биография
Карамфил Божиков е роден на 13 септември 1984 година в град Петрич. Израства и живее в село Марикостиново, община Петрич, област Благоевград. След завършването на основното образование в ОУ „Св. св. Кирил и Методий“ с. Марикостиново през 1998 година заминава да учи народно пеене и гъдулка в Национално училище за фолклорни изкуства „Широка лъка“. По това време взима участие в много концерти в страната и в чужбина.
През 2005 година участва във фестивала „Малешево пее и танцува“. 
През 2006 година дебютира на сцената на Пирин Фолк в град Сандански с песента „Роден край“, като взима участие и в следващите три години. През 2008 година печели наградата на кмета и община Сандански.
През 2008 година завършва Педагогика на обучението по музика в Югозападния университет в Благоевград.
От септември 2013 година Карамфил Божиков става част от ТВ „Родина“ и ВВД „Руйчев“. В 2015 година заедно издават първия самостоятелен албум „Заиграли девойчиня“.
От 2019 г. преподава музика в III ОУ „Христо Ботев“ в град Сандански.
Към настоящия момент Карамфил Божиков взима участия в събори, празници и фестивали в страната и в чужбина. Изпълнява предимно песни от Пиринския край.

## Дискография
- 2015 г. – „Заиграли девойчиня“[3]
- 2021 г. – „Жени ме, мамо“

## Песни
| „Заиграли девойчиня“         | „Жени ме, мамо“           |
| ---------------------------- | ------------------------- |
| Чула баба, разбрала          | Зададе се темен облак     |
| Джан Фикие                   | Кога се мажеше, невесто   |
| Кой ти ги даде тия църни очи | Жени ме, мамо             |
| Мома седи на чардако         | Два орла се бият          |
| На двор седи Каля            | Китка от народни песни    |
| Невено, Невенке              | Ерген одих мамо           |
| Одам, одам, стара ле мале    | Дай ми, моме, ключовете   |
| Петлите пеят                 | Кажи, моме, истината      |
| Севдо, Севдо                 | Назад, назад, моме Калино |
| Що ми е мерак Магде          | Я излез, Гюрго            |
| Стоян войвода                | Моми тиквешанки           |
| Заиграли, мамо, девойчиня    | Йоване, мори, Йоване      |
|                              | Моли се на Бога Маце      |
|                              | Сбогом, мила              |

## Награди и отличия
Носител е на множество награди за музика, сред които са:
- 2008 г. – наградата на община Сандански на „Пирин фолк“
- 2019 г. – награда на БНР „Песен на месец януари“